# Matthias Anklam
Matthias Anklam (* 5. Oktober 1968) ist ein deutscher Fußballschiedsrichter.
Anklam ist seit 1993 DFB-Schiedsrichter und pfeift für den USC Paloma Hamburg. Seit der Saison 1998/1999 leitete er bisher 83 Spiele in der 2. Bundesliga und ist als Schiedsrichterassistent in der 1. Bundesliga im Einsatz. Seit 2005 konnte Matthias Anklam auch bei Assistenteneinsätzen im UEFA-Cup und bei einigen Freundschaftsländerspielen international Erfahrungen sammeln.
Der Buchhalter aus Buchholz (Nordheide) ist verheiratet und hat vier Kinder.
Seit der Saison 2008/2009 pfeift er nicht mehr in der 2. Bundesliga. Stattdessen ist er als spezialisierter Assistent tätig.